# Remco Daalder
Remco Daalder (Amsterdam, 1960) is een Nederlands bioloog en schrijver. Hij was projectleider en stadsecoloog bij de gemeente Amsterdam.
In oktober 2014 won Daalder de Jan Wolkersprijs voor het beste natuurboek met zijn werk De gierzwaluw.

## Boeken van Remco Daalder
- Baltsen tussen baksteen (bloemlezing van columns), uitg. Lubberhuizen, Amsterdam, 2003, ISBN 9789059370425
- Stadse beesten, een dierengeschiedenis, uitg. Lubberhuizen, Amsterdam, 2005, ISBN 9789059370784
- Grafherrie ('punkroman' over Amsterdam in de jaren tachtig), uitg. Lubberhuizen, Amsterdam, 2008, ISBN 9789059371507
- Natuurlijk Amsterdam (wandelingen), uitg. Lubberhuizen, Amsterdam, 2012, ISBN 9789059373075
- De gierzwaluw, uitg. Atlas Contact, Amsterdam/Antwerpen, 2014, ISBN 9789045022239
- Het Amsterdamse beestenboek, uitg. Lubberhuizen, Amsterdam, 2015, ISBN 9789059374065
- De meerkoet, uitg. Atlas Contact, Amsterdam/Antwerpen, 2017, ISBN 9789045030258
- De soortenjager, uitg. Atlas Contact, Amsterdam/Antwerpen, 2022, ISBN 9789045040776

- Gemeinsame Normdatei: 1023724081
- International Standard Name Identifier: 0000 0000 2858 4619
- Library of Congress Control Number: n85126222
- Nederlandse Thesaurus van Auteursnamen: 074862723
- Virtual International Authority File: 28505165
- WorldCat: E39PBJxCBVFc7cVkr7RWkM7mBP